# والباخ (تورینگن)
والباخ (به آلمانی: Wallbach) یک شهر در آلمان است که در اشمالکالدن-ماینینگن واقع شده‌است. والباخ ۳۷۱ نفر جمعیت دارد.